# Marka socken
Marka socken i Västergötland ingick i Vilske härad, ingår sedan 1974 i Falköpings kommun och motsvarar från 2016 Marka distrikt.
Socknens areal är 21,4 kvadratkilometer varav 20,79 land. År 2015 fanns här 204 invånare. Godset Redberga samt kyrkbyn Marka med sockenkyrkan Marka kyrka ligger i socknen.

## Administrativ historik
Socknen har medeltida ursprung. 
Vid kommunreformen 1862 övergick socknens ansvar för de kyrkliga frågorna till Marka församling och för de borgerliga frågorna bildades Marka landskommun. Landskommunen uppgick 1952 i Vilske landskommun som 1974 uppgick i Falköpings kommun. Församlingen uppgick 2010 i Mössebergs församling.
1 januari 2016 inrättades distriktet Marka, med samma omfattning som församlingen hade 1999/2000.  
Socknen har tillhört län, fögderier, tingslag och domsagor enligt vad som beskrivs i artikeln Vilske härad. De indelta soldaterna tillhörde Skaraborgs regemente, Vilska kompani och Västgöta regemente, Laske kompani.

## Geografi
Marka socken ligger närmast väster om Falköping med norra del på Mösseberg och med Sjötorpasjön i sydväst. Socknen är i söder en odlad mosslänt slättbygd och skogsbygd i norr med höjder som når 324 meter över havet.

## Fornlämningar
Lösfynd och sju gånggrifter från stenåldern har påträffats. Från järnåldern finns gravfält, stensättningar och en domarring. En runsten finns också här.

## Namnet
Namnet skrevs 1305 Markom och kommer från kyrkbyn. Namnet innehåller plural av mark, 'rand, kant' eller 'gräns'.

## Befolkningsutveckling
| Befolkningsutvecklingen i Marka socken 1810–2015                                                                                      | Befolkningsutvecklingen i Marka socken 1810–2015 | Befolkningsutvecklingen i Marka socken 1810–2015 | Befolkningsutvecklingen i Marka socken 1810–2015 | Befolkningsutvecklingen i Marka socken 1810–2015 |
| --- | ------------------------------------------------ | ------------------------------------------------ | ------------------------------------------------ | ------------------------------------------------ |
| |                                                  |                                                  |                                                  |                                                  |
| År |                                                  |                                                  | Folkmängd                                        |                                                  |
| 1810 | 1810                                             |                                                  | 429                                              |                                                  |
| 1820 | 1820                                             |                                                  | 420                                              |                                                  |
| 1830 | 1830                                             |                                                  | 460                                              |                                                  |
| 1840 | 1840                                             |                                                  | 486                                              |                                                  |
| 1850 | 1850                                             |                                                  | 565                                              |                                                  |
| 1860 | 1860                                             |                                                  | 601                                              |                                                  |
| 1870 | 1870                                             |                                                  | 633                                              |                                                  |
| 1880 | 1880                                             |                                                  | 634                                              |                                                  |
| 1890 | 1890                                             |                                                  | 537                                              |                                                  |
| 1900 | 1900                                             |                                                  | 498                                              |                                                  |
| 1910 | 1910                                             |                                                  | 499                                              |                                                  |
| 1920 | 1920                                             |                                                  | 465                                              |                                                  |
| 1930 | 1930                                             |                                                  | 377                                              |                                                  |
| 1940 | 1940                                             |                                                  | 355                                              |                                                  |
| 1950 | 1950                                             |                                                  | 321                                              |                                                  |
| 1960 | 1960                                             |                                                  | 280                                              |                                                  |
| 1970 | 1970                                             |                                                  | 220                                              |                                                  |
| 1980 | 1980                                             |                                                  | 182                                              |                                                  |
| 1990 | 1990                                             |                                                  | 170                                              |                                                  |
| 2000 | 2000                                             |                                                  | 194                                              |                                                  |
| 2010 | 2010                                             |                                                  | 190                                              |                                                  |
| 2015 | 2015                                             |                                                  | 204                                              |                                                  |
| Anm.: Statistik om Marka församling fram till år 2010, därefter statistik om Marka folkbokföringsdistrikt som motsvarar samma område. |                                                  |                                                  |                                                  |                                                  |